# Coliseo Cubierto Farid Arana Delgadillo
El Centro de Alto Rendimiento Farid Arana Delgadillo o conocido como el Coliseo Cubierto de Magangué es un Coliseo ubicado en la ciudad de Magangué, departamento de Bolívar, Colombia.
Está ubicado en la Avenida Colombia con Carrera 25, anexo al Estadio Diego de Carvajal, en el futuro Complejo Deportivo de Magangue. Es usado para sede de eventos deportivos y culturales, regionales, departamentales y nacionales.